# 呼朋引伴
《呼朋引伴》（英語：C'mon C'mon）是麥克·米爾斯執導和編劇的2021年美國黑白劇情片，由華堅·馮力士、盖比·霍夫曼、史考特·麥奈利、莫莉·韦伯斯特和伍迪·诺曼主演。電影於2021年9月2日在第48屆泰勒瑞影展舉行全球首映，並於2021年11月19日由A24有限放映。影片取得好評，尤其是表演、導演和攝影。

## 劇情
強尼（Johnny）是名電台記者，他和製作夥伴一起周遊全國，採訪孩子們對於自身生活和未來的想法。他在底特律時打給妹妹维维安（Viv），兩人自從母親因癡呆症死亡後已經有一年沒有聯絡。由於维维安得去奥克兰照顧患有心理疾病的已分居丈夫保羅（Paul），所以問強尼可否來洛杉磯照看她的9歲兒子傑西（Jesse）。強尼同意，並很快與傑西結緣。
维维安與保羅交流時遇到困難，不得不在奧克蘭逗留更長的時間，而合作夥伴強迫強尼重返工作崗位。強尼說服维维安讓他帶同傑西一起去紐約。傑西不斷挑戰強尼的底線，最終強尼突然發作，嚇到傑西，後來在维维安的敦促下向傑西道歉。他向傑西展示如何操作音響設備，並讓採訪更多孩子時讓傑西參與。傑西不斷問強尼他的個人生活以及與维维安的關係，他透露自己和维维安在母親臨終前就如何照顧她的問題上產生爭執，並曾與一個名叫路易莎（Louisa）的女性保持長期關係，而他仍然愛著她。
傑西想家了，吵著要見母親，而強尼則面臨越來越大的壓力，得重返路上繼續工作。強尼給他買了張回洛杉磯的機票，但在途中傑西要求上廁所，接著把自己鎖在裡面拒絕離開，直到強尼讓他留下來。強尼將傑西納入工作人員，去新奧爾良繼續訪問孩童。傑西開始問父親和他自身的問題，並擔心他長大後也會遇到相同問題。強尼向傑西保證由於维维安教會了他如何用更健康的方式來處理情緒，所以這不會發生。
维维安之後打電話說，保羅接受治療後情況好多了，所以醫生讓他回家。強尼與傑西分享了這個好消息，但傑西突然害怕地跑到公園。強尼追上來並告訴他可以說自己不開心，於是兩人一起沮喪地尖叫，直到傑西開始大笑。维维安飛到新奧爾良接傑西回洛杉磯，強尼承諾會與他保持聯繫。傑西為了不會忘記這次經歷，所以請求強尼給自己發送這段旅程所見所聞的錄音，之後強尼也照做。

## 演員
- 華堅·馮力士 飾 強尼
- 盖比·霍夫曼（英语：Gaby Hoffmann） 飾 维维安
- 伍迪·诺曼（英语：Woody Norman） 飾 傑西
- 史考特·麥奈利 飾 保羅
- 莫莉·韦伯斯特（Molly Webster） 飾 羅克珊（Roxanne）[6]
- 雅布其·杨-怀特（英语：Jaboukie Young-White） 飾 費爾南多（Fernando）[7]

## 製作
2019年9月，官方宣佈華堅·馮力士將出演 A24發行的電影，而麥克·米爾斯會執導他寫的劇本。同年10月，盖比·霍夫曼加入劇組。
主體拍攝從2019年11月持續到2020年1月，並主要在新奧爾良、紐約、洛杉磯和底特律取景。2019年12月，攝影師羅比·萊恩透露自己在拍攝這部電影。2020年2月，伍迪·诺曼被宣布加入演員陣容。
華堅·馮力士在影片飾演的約翰尼是名電台記者。聯合主演莫莉·韦伯斯特飾演羅克珊，她現實中是電台記者和WNYC電台實驗室的高級記者。採訪場景中的孩子並非演員，他們對菲尼克斯等人的真實回答都被捕捉下來。

## 上映
《呼朋引伴》於2021年9月2日在泰勒瑞影展舉行全球首映。影片還在芝加哥、漢普頓、米爾谷、紐約、羅馬和聖地牙哥等地的影展放映。這部電影於2021年11月19日在美國院線有限上映。

## 反響

### 票房
電影於首週末在5家影院入帳134,000美元，並以26,800美元是自2020年2月以來是有限上映最好的成績。影片在第二週末從102家影院賺取293,800美元，並在下週擴展到565家影院，票房收入為462,022美元。

### 專業評價
評論匯總網站爛番茄共收集166篇影評，認可度達九成五，平均分8.0分（滿分10分），共識評價為「華堅·馮力士和伍迪·諾曼之間的甜蜜火花在編劇兼導演麥克·米爾斯產生共鳴的作品下得到補充，有助《呼朋引伴》跨越常見的陷阱」。Metacritic基於43篇評論文章，平均分數為82（滿分100），綜合結果為「普遍好評」。

### 榮譽
| 獎項                   | 典禮日期       | 範疇                    | 提名者       | 結果 | 參考   |
| ---------------------- | -------------- | ----------------------- | ------------ | ---- | ------ |
| Camerimage獎           | 2021年11月20日 | 主競賽                  | 羅比·萊恩    | 獲獎 | [ 34 ] |
| 獨立電影獎             | 2021年11月29日 | 最佳主角演出            | 華堅·馮力士  | 提名 | [ 35 ] |
| 獨立電影獎             | 2021年11月29日 | 最佳配角演出            | 盖比·霍夫曼  | 提名 | [ 35 ] |
| 底特律影評人協會獎     | 2021年12月6日  | 最佳突破演出            | 伍迪·诺曼    | 獲獎 | [ 36 ] |
| 華盛頓特區影評人協會獎 | 2021年12月6日  | 最佳年輕演出            | 伍迪·诺曼    | 獲獎 | [ 37 ] |
| 華盛頓特區影評人協會獎 | 2021年12月6日  | 最佳原创剧本            | 麥克·米爾斯  | 提名 | [ 37 ] |
| 國家評論協會獎         | 2021年12月3日  | 前十獨立電影            | 《呼朋引伴》 | 獲獎 | [ 38 ] |
| 舊金山影評人協會獎     | 2022年1月10日  | 最佳原創劇本            | 麥克·米爾斯  | 獲獎 | [ 39 ] |
| 奥斯汀影評人協會獎     | 2022年1月11日  | 最佳原創劇本            | 麥克·米爾斯  | 提名 | [ 40 ] |
| 倫敦影評人協會獎       | 2022年2月6日   | 年度年輕英國/愛爾蘭演員 | 伍迪·诺曼    | 獲獎 | [ 41 ] |
| 獨立精神獎             | 2022年3月6日   | 最佳影片                | 《呼朋引伴》 | 提名 | [ 42 ] |
| 獨立精神獎             | 2022年3月6日   | 最佳導演                | 麥克·米爾斯  | 提名 | [ 42 ] |
| 獨立精神獎             | 2022年3月6日   | 最佳劇本                | 麥克·米爾斯  | 提名 | [ 42 ] |
| 英国电影学院奖         | 2022年3月13日  | 最佳男配角              | 伍迪·諾曼    | 提名 | [ 43 ] |
| 卫星奖                 | 2022年4月2日   | 最佳戲劇類男主角        | 華堅·馮力士  | 提名 | [ 44 ] |
| 卫星奖                 | 2022年4月2日   | 最佳原創劇本            | 麥克·米爾斯  | 提名 | [ 44 ] |
| 卫星奖                 | 2022年4月2日   | 最佳攝影                | 羅比·萊恩    | 提名 | [ 44 ] |

## 外部連結
- 互联网电影数据库（IMDb）上《呼朋引伴》的资料（英文）
- 官方劇本 （页面存档备份，存于）